# Vicente Santiago Hodsson
Vicente Santiago Hodsson  (Santa Marta de los Barros, Badajoz, 12 d'octubre de 1899 - Ciutat de Mèxic, 1 d'abril de 1955) va ser un militar espanyol. Durant l'època de la Segona República va ocupar el càrrec de Director general de Seguretat.

## Biografia
Va cursar estudis a l'Acadèmia d'Infanteria de Toledo i posteriorment va participar en la Guerra del Marroc integrat en el Grup de Forces Regulars Indígenes "Tetuán" n. 1. Durant la Dictadura de Primo de Rivera va estar destinat a Sevilla, al capdavant de la cavalleria de la Guàrdia Civil a la capital sevillana. Es va convertir en un estret col·laborador del general Emilio Mola quan aquest va ser nomenat Director General de Seguretat.
En 1931, després de la proclamació de la Segona República, va ascendir al rang de capità. Posteriorment va quedar adscrit a la Direcció general de la Guàrdia Civil. L'historiador Paul Preston assenyala que en aquesta època era col·laborador del Ministeri de la Governació Rafael Salazar Alonso, i defineix a Santiago Hodsson com un aferrissat antiesquerranista. A la fi de 1935 va ser nomenat Director General de Seguretat. Quan es va produir l'esclat de la Guerra Civil es va mantenir fidel a les ordres del govern republicà, però el seu passat i el seu paper en la repressió durant l'anomenat Bienni Negre li van valer ser perseguit per elements esquerrans. Va passar tota la contesa amagat a l'Ambaixada de Mèxic, d'on va aconseguir escapar al començament de 1939 sota protecció diplomàtica.
Igual que altres republicans, es va exiliar a Cuba; a l'abril de 1939 va arribar a l'Havana, on es va establir. Membre de la maçoneria, el 1941 va participar en la fundació d'una lògia maçònica espanyola en l'exili. Quan Cuba va declarar la guerra al Japó al desembre de 1941, Santiago Hodsson es va posar a les ordres de l'Exèrcit cubà.
En 1945 es va traslladar a Mèxic, on es va convertir en Secretari general d'informació i premsa del govern republicà en l'exili.
Va morir a Mèxic el 1955.
- Barbieri, Pietro. Le cause della guerra civile spagnola.  Robin Edizione, 2006.
- Domingo Cuadriello, Jorge. Españoles en Cuba en el siglo XX.  Renacimiento, 2004.
- Domingo Cuadriello, Jorge. El exilio republicano español en Cuba.  Siglo XXI de España, 2009.
- Preston, Paul. El Holocausto Español. Odio y Exterminio en la Guerra Civil y después.  Barcelona: Debolsillo, 2013.